# 米拉马尔
米拉马尔，是西班牙巴伦西亚自治区巴伦西亚省的一个市镇。总面积3平方公里，总人口1364人（2001年），人口密度455人/平方公里。